# 比伦 (合金)

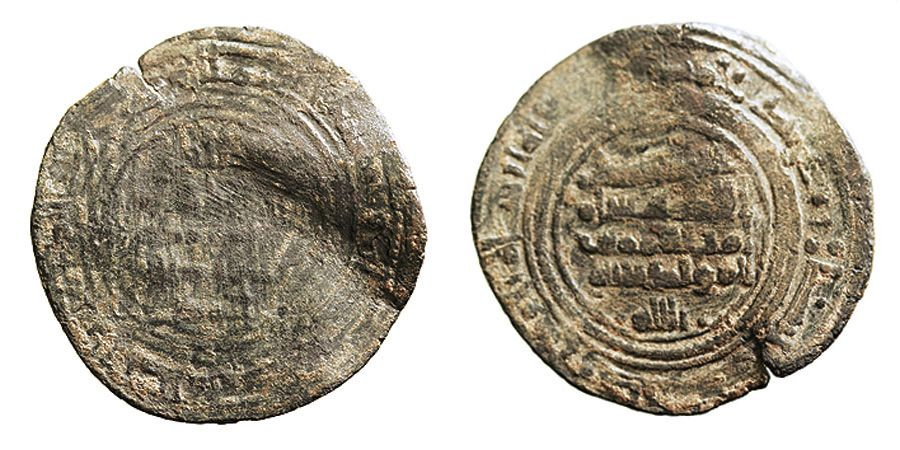
Abbad II al-Mu'tadid的比伦迪拉姆，（1047–1048年）

比伦（billon，/ˈbɪlən/）是一类合金的称呼，其主要成分是贱金属（例如铜），另外含有少量贵金属（最常见的是银，但也有金）。它主要用于制作钱币、奖章和代币。
这个词来自法语“bille”，意思是“原木”。

## 历史

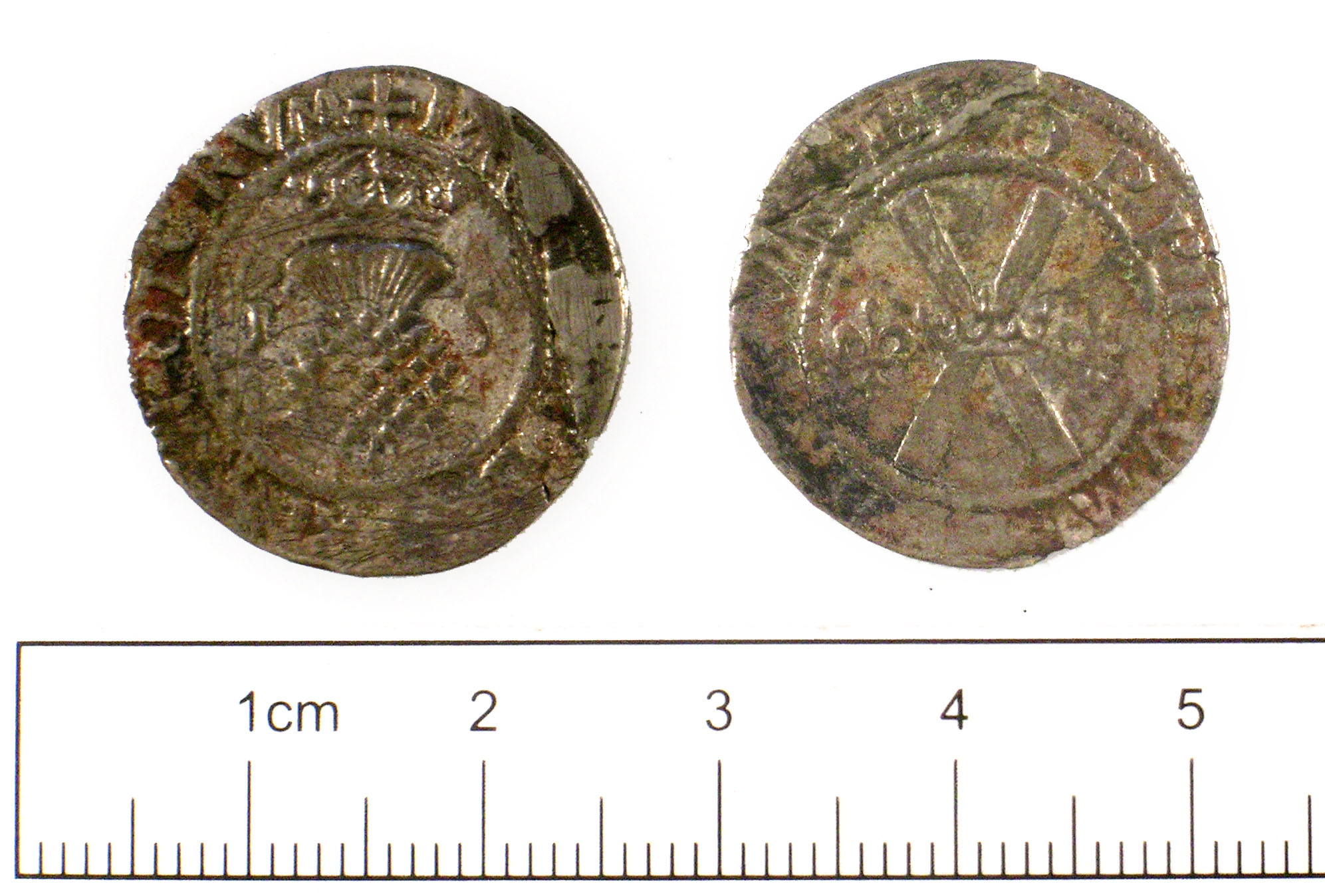
苏格兰詹姆斯五世的比伦硬币（铸造于1538年至1543年之间）

比伦硬币的使用可以追溯到古希腊，一直持续到中世纪。在公元前六世纪和五世纪，莱斯沃斯岛的一些城市使用由60%的铜和40%的银制成的硬币。在古代和中世纪，都存在银含量低于2%的比伦硬币。
最出名的也许是罗马帝国的比伦硬币，公元三世纪，罗马第纳里乌斯和地方的四德拉克马的逐渐贬值导致这些硬币中的银含量下降而青铜含量增加。最终，到公元三世纪下半叶，这些硬币几乎完全由青铜组成，只有一层薄薄的银。

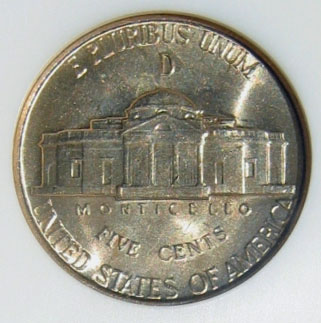
1942-45年的Billon镍币，带有“D”铸币厂标记和不寻常的颜色。

1942年至1945年发行的杰斐逊镍币是被认为是美国的一种比伦硬币。为了节省用于战争的镍和铜，硬币的成分改为含银35%、铜56%和锰9%的合金。这些硬币很容易通过其颜色和位于蒙蒂塞洛圆顶顶部的大型铸币厂标记进行识别。